# Wiesława Walicka-Woyczyńska
Wiesława Walicka-Woyczyńska, siostra Benedykta FSK (ur. 16 lutego 1901 w Kazaniu, zm. 26 maja 1975 w Warszawie) – polska zakonnica, przełożona generalna Zgromadzenia Sióstr Franciszkanek Służebnic Krzyża z Lasek. 

## Życiorys
Urodzona w Rosji w rodzinie lekarza psychiatry Bronisława Walickiego, niedługo później przyjechała wraz z matką Wacławą (córką prof. Mikołaja Kruszewskiego) do Polski. Mieszkały wpierw w Zakopanem, później w Zagnańsku. Do Wilna przeprowadziły się w 1912 roku, gdzie Wacława Walicka pracowała jako nauczycielka szkół średnich. Wiesława Walicka rozpoczęła naukę w rosyjskim gimnazjum Winogradowej, przenosząc się następnie do powstałego wówczas gimnazjum Stowarzyszenia Nauczycielstwa Polskiego. Ukończyła je z wyróżnieniem w 1920 roku i rozpoczęła studia humanistyczne na Uniwersytecie Stefana Batorego. Jednocześnie, od 1923 roku, pracowała jako asystentka przy katedrze pedagogiki, a później filozofii. Pracę magisterską obroniła w 1926 roku, doktorską w 1928 roku (Teorie terminów ogólnych a uzasadnienie przyczyn substancji duchowej u Berkeleya) i do 1933 roku pracowała na USB jako starsza asystentka, jednocześnie ucząc propedeutyki filozofii w kilku wileńskich szkołach średnich, m.in. w swoim dawnym gimnazjum. W tym czasie wyszła za mąż za chorego na gruźlicę kolegę, Benedykta Woyczyńskiego (zmarł rok po ślubie). 
Po śmierci męża wstąpiła, w lipcu 1933 roku, do Zgromadzenia Sióstr Franciszkanek Służebnic Krzyża, przyjmując imię Benedykty. Wieczystą profesję złożyła 6 stycznia 1942. Początkowo uczyła niewidome dzieci, później poświęciła się pracy organizacyjnej, stając się jedną z najbliższych współpracowniczek matki Elżbiety Czackiej, a w czerwcu 1950 roku jej następczynią na stanowisku przełożonej generalnej zgromadzenia. Funkcję tę pełniła przez 12 lat. W latach 1960–1962 brała udział w pracach Konsulty Wyższych Przełożonych Żeńskich Zakonów i Zgromadzeń.
Zmarła 26 maja 1975 roku na zawał serca, została pochowana na cmentarzu w Laskach.